# 锺金玉
锺金玉（1983年4月5日—），出生于广东武华，中国足球运动员，曾随中国队全程观摩2004年夏季奥运会女子足球比赛。